# Saáry Éva (műkorcsolyázó)
Saáry Éva, Ladányiné (Budapest, 1926. február 24. – 2016. augusztus 19.) magyar műkorcsolyázó, országos bajnok, főiskolai világbajnok, olimpikon, edző. A külföldi szaksajtóban Eva Lindner néven jegyzik. Férje Ladányi (Lindner) Gedeon gyorskorcsolyázó olimpikon, kétszeres főiskolai világbajnok, többszörös magyar bajnok.

## Pályafutása
Testvérével, Saáry Máriával az 1930-as években a kétszeres olimpiai és hétszeres világbajnok Karl Schäfer műkorcsolyázó-iskolájában tanultak.
1940-ben, 14 évesen a magyar bajnokság 3. helyezettje lett. 1941–1944 között mind a négy alkalommal Botond Györgyi mögött ezüstérmes lett. 1946-ban, 1951-ben és 1952-ben magyar bajnok, 1947–1950 között mind a négyszer testvére mögött második helyezett.
1947-ben Davosban aranyérmet szerzett a téli egyetemi (főiskolai) világbajnokságon.
1948-ban a St. Moritzban rendezett téli olimpián 21. helyezést ért el, a Prágában rendezett Európa-bajnokságon a 14. helyet szerezte meg.
1958-ban a Magyar Jégrevü szólótáncosa volt.
37 éven keresztül edzősködött.